# Palaeomyrmidon
Palaeomyrmidon es un género extinto de oso hormiguero pigmeo. Sus parientes vivos más cercanos son los oso hormiguero pigmeos (Cyclopes). Aunque el oso hormiguero enano es arborícola, parece que Palaeomyrmidon era más terrestre. Palaeomyrmidon es conocido a partir de un cráneo fósil de 93 milímetros hallado en Argentina, en la Formación Araucano. Este cráneo es más alargado que el de Cyclopes y recuerda superficialmente al de los tamandúas.